# Jean Bazaine
Jean René Bazaine, född den 21 december 1904, död den 4 mars 2001, var en fransk konstnär och författare.
Efter en kortare tids studier vid École des Beaux-Arts studerade Bazaine skulptur vid Académie Julian tillsammans med Paul Landowski, samtidigt som han fullföljde sina tidigare påbörjade universitetsstudier i filosofi och litteratur vid Sorbonne och avlade en examen i historia och litteratur (1921-1925).
Bazaine hade vid denna tidpunkt en inspirationskälla i Bergsons L'évolution créatrice. Tillsammans med Jurgis Baltrušaitis medverkade han i den första Groupe d'Histoire de l'art-utställningen ledd av Émile Mâle och Henri Focillon. 
Bazaines initiala intresse för skulptur ersattes sedermera av måleri, han behöll dock bekantskapen med flera av samtidens stora namn inom skulpturen såsom Alexander Calder, Henri Laurens och Alberto Giacometti.
Bazaine tog till sig mycket av modernismens estetiska och teoretiska ideal vilket de fragment som finns kvar av hans produktion från 1930-talet vittnar om. År 1945 eldhärjades Bazaines ateljé och nästan hela hans produktion fram till dess slukades av lågorna.
Hans verk från perioden visades tillsammans med verk av Jean Fautrier, Édouard Goerg och Marcel Gromaire på Galerie Van Leer, Paris 1932. Efter hans första soloutställning mottog Bazaine god kritik av Pierre Bonnard som tillskrev verken drag av abstrakt impressionism.
Efter sin demobilisering från armén 1941 organiserade Bazaine en utställning med titeln Vingt Jeunes Peintres de Tradition Française innehållande avant gardistisk konst av bland andra  Maurice Estève, Charles Lapicque och Édouard Pignon på Galerie Braun i Paris som en motreaktion på dåtidens syn på den "degenererade" modernistiska konsten.
Bazaines första stora soloutställning, på Galerie Maeght 1949/50. Året därpå ställde han ut i Bern, Hannover, Zürich och Oslo. Under 1980- och 1990-talen anordnades en rad retrospektiva utställningar. Bazaine finns representerad vid bland annat Göteborgs konstmuseum.
Störst erkännande har Bazaine fått för sitt glasmåleri som blev något av ett specialområde.